# Бернгард Цурмюлен
Бернгард Цурмюлен (нім. Bernhard Zurmühlen; 23 лютого 1909, Білефельд — 25 листопада 1943, Атлантичний океан) — німецький офіцер-підводник, корветтен-капітан крігсмаріне. Кавалер Німецького хреста в золоті.

## Біографія
11 квітня 1934 року вступив добровольцем на флот. З серпня 1939 року — радіотехнічний офіцер на навчальному кораблі «Шлезвіг-Гольштейн». З серпня 1940 року — офіцер зв'язку ВМС в диспетчерській групі в Брюгге. З листопада 1940 року — інструктор училища зв'язку в Мюрвіку. В березні-липні 1941 року пройшов курс підводника, в липні-вересні — курс командира підводного човна. У вересні-листопаді — вахтовий офіцер на підводному човні U-331. З 11 грудня 1941 року — командир U-600, на якому здійснив 6 походів (разом 278 днів у морі). 25 листопада 1943 року U-600 був потоплений в Північній Атлантиці північно-східніше Азорських островів (40°31′ пн. ш. 22°07′ зх. д.) глибинними бомбами британських фрегатів «Базлі» та «Блеквуд». Всі 54 члени екіпажу загинули.
Всього за час бойових дій потопив 5 кораблів загальною водотоннажністю 28 600 тонн і пошкодив 3 кораблі загальною водотоннажністю 19 230 тонн.
| Дата            | Назва корабля                | Тип               | Тоннаж | Вантаж                                                                                             | Екіпаж | Загинули | Країна             | Конвой |
| --------------- | ---------------------------- | ----------------- | ------ | -------------------------------------------------------------------------------------------------- | ------ | -------- | ------------------ | ------ |
| 10 серпня 1942  | Vivian P. Smith              | Вітрильник        | 130    | 206 тонн солі                                                                                      | 11     | 0        | Британська імперія |        |
| 13 серпня 1942  | Delmundo                     | Торговий пароплав | 5,032  | 5437 тонн генеральних вантажів                                                                     | 58     | 8        | США                | TAW-12 |
| 13 серпня 1942  | Everelza                     | Торговий пароплав | 4,520  | Марганцева руда                                                                                    | 37     | 23       | Латвія             | TAW-12 |
| 8 грудня 1942   | James McKay                  | Торговий пароплав | 6,762  | 12 790 тонн генеральних вантажів                                                                   | 62     | 62       | США                | HX-217 |
| 24 лютого 1943  | Ingria (пошкоджений)         | Торговий теплохід | 4,391  | Баласт                                                                                             | 37     | 0        | Норвегія           | ON-166 |
| 17 березня 1943 | Irénée Du Pont (пошкоджений) | Торговий пароплав | 6,125  | 5800 тонн генеральних вантажів, 3200 тонн нафти і 11 середніх бомбардувальників як палубний вантаж | 84     | 14       | США                | HX-229 |
| 17 березня 1943 | Nariva (пошкоджений)         | Торговий пароплав | 8,714  | 5600 тонн морожених продуктів                                                                      | 94     | 0        | Британська імперія | HX-229 |
| 17 березня 1943 | Southern Princess            | Китобійна база    | 12,156 | 10 053 тонни мазуту і палубний вантаж (463 тонни локомотивів та десантних катерів)                 | 100    | 4        | Британська імперія | HX-229 |

## Звання
- Кандидат в офіцери (11 квітня 1934)
- Фенріх-цур-зее (1 липня 1934)
- Оберфенріх-цур-зее (1 квітня 1936)
- Лейтенант-цур-зее (1 жовтня 1936)
- Оберлейтенант-цур-зее (1 червня 1938)
- Капітан-лейтенант (1 квітня 1940)
- Корветтен-капітан (1 листопада 1943, посмертно заднім числом)

## Нагороди
- Медаль «За вислугу років у Вермахті» 4-го класу (4 роки)
- Залізний хрест
  - 2-го класу (1939)
  - 1-го класу (грудень 1942)
- Нагрудний знак флоту (листопад 1941)
- Нагрудний знак підводника (23 вересня 1942)
- Німецький хрест в золоті (27 лютого 1943)